# Sibylle Bauer

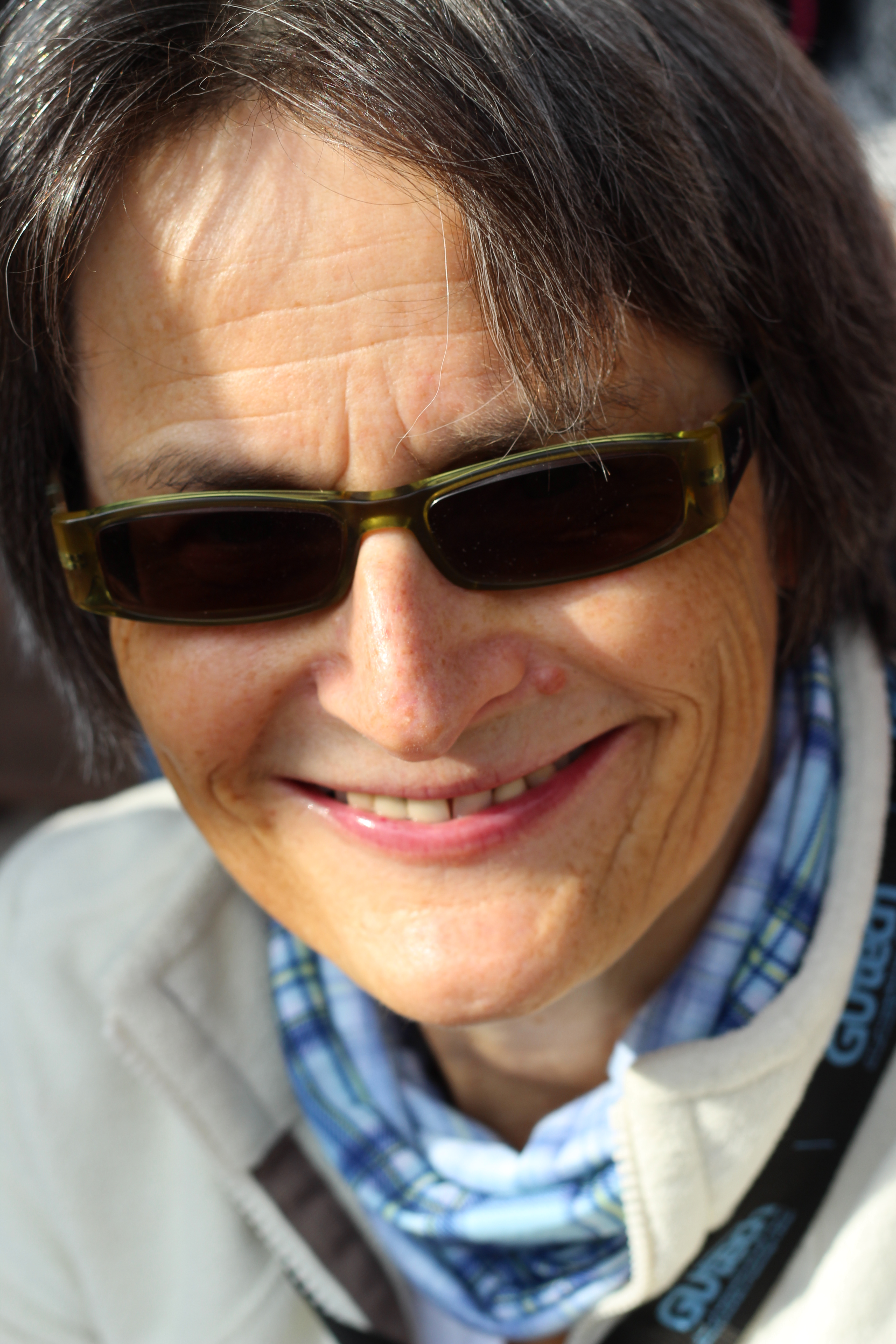
Sibylle Bauer in 2017

Sibylle Bauer (* 2. November 1957 in Böblingen) ist eine deutsche Prähistorikerin. Sie leitet das Dendrolabor Trier und ist Vorsitzende des Regionalverbandes Eifel des Rheinischen Vereins für Denkmalpflege und Landschaftsschutz.

## Leben
Sibylle Bauer studierte von 1978 von 1984 Vor- und Frühgeschichte, Provinzialrömische Archäologie und Bodenkunde an den Universitäten München, Mainz und Kiel. Nach einem Auslandspraktikum am Labor für Dendrochronologie des Büros für Archäologie der Stadt Zürich legte sie 1984 mit einer Arbeit zur dendrochronologischen Datierung der spätbronzezeitlichen Uferrandstationen im Kanton Zürich in München ihren Magister ab und promovierte 1988 zum Dr. phil. bei Georg Kossack in München mit einer siedlungsarchäologischen Arbeit über das Zürichsee-Gebiet während der Späten Bronze- und Frühen Eisenzeit.
Von 1988 bis 1993 war sie als Wissenschaftliche Angestellte im DFG-Projekt „Feuchtbodensiedlung Pestenacker“ des  Bayerischen Landesamts für Denkmalpflege unter der Leitung von Guntram Schönfeld beschäftigt. In dieser Zeit baute sie das dendrochronologische Forschungslabor des Landesamts auf und leitete das Holzlabor der DFG-Forschungsgrabung in der jungsteinzeitlichen Feuchtbodensiedlung Pestenacker, Lkr. Landsberg/Lech.
1993 machte sich Sibylle Bauer selbstständig und gründete in Heidelberg ihr eigenes Dendrolabor, mit dem sie 1995 nach Trier umzog. Zu ihren größeren Projekten gehörten unter anderem die Bearbeitung der Holzfunde vom Römerkastell Saalburg und aus dem vorgeschichtlichen und römischen Mainz sowie bauhistorische Untersuchungen an den UNESCO-Welterbestätten Kloster Maulbronn und Dom zu Worms, in den Schlössern Schwetzingen, Rastatt und Favorite der Staatlichen Schlösserverwaltung Baden-Württemberg, in der Altstadt von Heidelberg, in Trier, Echternach (GH Luxemburg) sowie an zahlreichen kleineren Orten von Rheinland-Pfalz, Baden-Württemberg und Bayern.
Seit 2003 ist Sibylle Bauer ehrenamtlich im Rheinischen Verein für Denkmalpflege und Landschaftsschutz tätig, seit 2010 als Vorsitzende des Regionalverbandes Eifel, der die Geschichte und den Erhalt der Kulturlandschaft in der Eifel  mit wissenschaftlichen Kolloquien und Exkursionen fördert.
Sibylle Bauer ist verheiratet und hat zwei Töchter.

## Werke (Auswahl)
Sibylle Bauer hat zahlreiche Aufsätze zu archäologischen und dendrochronologischen Einzelfragen in Fachzeitschriften, wie Archäologie in Deutschland, Das Archäologische Jahr in Bayern, Archäologische Korrespondenzblatt, Berichte der Bayerischen Akademie für Bodendenkmalpflege, Fundberichte aus Baden-Württemberg, Mainzer Archäologische Zeitschrift, Mitteilungen der Deutschen Gesellschaft für Archäologie des Mittelalters und der Neuzeit, Rheinische Heimatpflege u. a. veröffentlicht.
Außerdem verfasste sie Beiträge für Heimatkalender und -jahrbücher, für Festschriften, Symposien und für Ausstellungskataloge.
- Arena, Arenakeller und Stadtmauer nach den Ausgrabungen 1891-1912 In: Hans-Peter Kuhnen  (Hrsg.), Amphitheater (Trier) I. Ausgrabungen und Forschungen 1816 - 1996 Mit Beiträgen von Sibylle Bauer, Evamarie Bange-Goddard, Bruno Kremer, Hans-Peter Kuhnen, Stefan F. Pfahl und Marcus Thiel. (= Archäologie aus Rheinland-Pfalz. Nr. 2) Rahden / Westf. 2017.
- Die Feuchtbodensiedlung Pestenacker: Holzkonstruktionen, Siedelphasen und Waldnutzung während der Altheimer Kultur. In: Ludwig Husty, Michael M. Rind, Karl Schmotz (Hrsg.): Zwischen Münchshöfen und Windberg. Gedenkschrift für Karl Böhm (= Internationale Archäologie. Studia honoraria. 29). Leidorf, Rahden/Westf. 2009, ISBN 978-3-89646-429-3, S. 177–204.
- Dendrodaten aus sekundärer Nutzung: Die Spundwände der Mainzer Römerbrücke und ihr Nachleben. In: Mamoun Fansa, Dirk Vorlauf (Hrsg.): Holz-Kultur. Von der Urzeit bis in die Zukunft. Ökologie und Ökonomie eines Naturrohstoffs im Spiegel der experimentellen Archäologie, Ethnologie, Technikgeschichte und modernen Holzforschung (= Schriftenreihe des Landesmuseums Natur und Mensch. 47). von Zabern, Mainz 2007, ISBN 978-3-8053-3763-2, S. 272–280.
- Römische Floßhölzer und Fässer aus Mainz. Auf den Spuren der Flößer und Böttcher in Obergermanien. In: Ludwig Wamser, Bernd Steidl (Hrsg.): Neue Forschungen zur römischen Besiedlung zwischen Oberrhein und Enns.Kolloquium Rosenheim 14.–16. Juni 2000 (= Archäologische Staatssammlung München. Schriftenreihe der Archäologischen Staatssammlung. 3). Greiner, Remshalden-Grunbach 2002, ISBN 3-935383-09-6, S. 207–221.
- mit Hans-Peter Kuhnen: Frühkeltische Opferfunde von der Oberburg bei Egesheim, Lkr. Tuttlingen. In: Amei Lang, Hermann Parzinger, Hansjörg Küster (Hrsg.): Kulturen zwischen Ost und West. Das Ost-West-Verhältnis in vor- und frühgeschichtlicher Zeit und sein Einfluss auf Werden und Wandel des Kulturraums Mitteleuropa. Akademie, Berlin 1993, ISBN 3-05-002390-2, S. 239–292, (Georg Kossack zum 70. Geburtstag am 25. Juni 1993).
- Hausforschung vor 5500 Jahren: Die ältesten dendrodatierten Häuser Bayerns. In: Dendrochronologische Datierung von Nadelhölzern in der Hausforschung. Süddeutschland und angrenzende Gebiete. Internationales Symposium im Freilichtmuseum des Bezirks Oberbayern a. d. Glentleiten, 18. Mai 1990 (= Freundeskreis Freilichtmuseum Südbayern e.V. Schriftenreihe. 10). Freundeskreis Freilichtmuseum Südbayern, Großweil 1991, ISBN 3-924842-77-9, S. 99–107.
- mit Michael Hoppe: Die ersten Holzfunde der Chamer Gruppe. Neue Ergebnisse der Rettungsgrabung in der endneolithischen Siedlung bei Dietfurt a. d. Altmühl. In: Das archäologische Jahr in Bayern. 1990, S. 41–42.
- Siedlungsarchäologische Untersuchungen im bayerischen Altmoränengebiet – die Talrandsiedlung Pestenacker. In: Bericht der Römisch-Germanischen Kommission. 71, 1990, S. 334–354.

Herausgeberschaft
- Landschaft und Baukultur. Berichte des Rheinischen Vereins – Regionalverband Eifel. Band 1–3, 2008–2013.